# Assem Araji
Assem Araji (né dans la Békaa en 1953) est un homme politique libanais.

## Biographie
Cardiologue de renom à l'Université Américaine de Beyrouth, il est élu en 2005, député sunnite de Zahlé, sur la liste d'alliance entre le Bloc populaire d'Elias Skaff et le Courant patriotique libre du général Michel Aoun.
Membre du Bloc de la réforme et du changement, il a pris en décembre 2006 quelques distances avec l'opposition parlementaire, refusant son appel à la manifestation et au sit-in dans les rues de Beyrouth pour renverser le gouvernement de Fouad Siniora.
Il se rapproche alors de l'Alliance du 14-Mars et se fait réélire comme candidat du Courant du Futur en juin 2009 face à ses anciens colistiers du CPL et des alliés d'Elias Skaff. 